# Gmina Niechlów
Die Gmina Niechlów ist eine Landgemeinde im Powiat Górowski in der Woiwodschaft Niederschlesien in Polen. Sitz der Gemeinde ist das Dorf Niechlów (deutsch Nechlau).
Die Gemeinde nimmt mit rund 152 m² etwa 20 % der Fläche des Powiats ein, davon sind 24,3 % Wälder und 64,6 % werden landwirtschaftlich genutzt.

## Gliederung
Die Landgemeinde Niechlów hat 22 Ortschaften (deutsche Namen bis 1945) mit einem Schulzenamt: 
| - Bartodzieje (Zeippern) - Bełcz Wielki (Oderbeltsch) mit Schloss Oderbeltsch - Bogucin (Friedrichsau) - Głobice (Globitschen) - Karów (Kahrau) - Lipowiec (Lipowitz) - Łękanów (Lanken) - Masełkowice (Waldvorwerk) - Miechów (Mechau) - Naratów (Nahrten) | - Siciny (Seitsch) - Szaszorowice (Zapplau) - Świerczów (Tschwirtschen, 1936–1945 Hortingen) - Tarpno (Tarpen) - Wągroda (Wendstadt) - Wioska (Weschkau) - Wroniniec (Konradswaldau) - Wronów (Braunau) - Żabin (Schabenau) - Żuchlów (Schüttlau) |

Eine weitere Ortschaft der Gemeinde ist Klimontów (Hockenau).